# Nước Mỹ chuyện chưa kể
Nước Mỹ chuyện chưa kể  (còn được gọi là Nước Mỹ chuyện chưa kể của Oliver Stone) là một bộ phim tài liệu được sản xuất năm 2012 do Oliver Stone phát hành, đạo diễn, sản xuất và tường thuật về những lý do đằng sau  Chiến tranh Lạnh, quyết định thả bom nguyên tử và những thay đổi trong vai trò toàn cầu của Mỹ kể từ khi chủ nghĩa Cộng sản sụp đổ tại Liên Xô và Đông Âu.

## Sản xuất và phát hành
Oliver Stone và nhà sử học Peter Kuznick (giám đốc Viện Nghiên cứu Hạt nhân của Đại học American) bắt đầu thực hiện dự án vào năm 2008. Stone, Kuznick và nhà biên kịch người Anh Matt Graham cùng viết kịch bản. Bộ phim tài liệu phát sóng trên kênh Showtime có tựa đề Lịch sử bí mật nước Mỹ của Oliver Stone. Kuznick phản đối tiêu đề tác phẩm "Lịch sử bí mật", cho rằng "sự thật là nhiều 'bí mật' của chúng ta thực ra đã được đăng lên trên trang nhất của Thời báo New York. Nếu mọi người nghĩ rằng bí mật sẽ là những âm mưu thâm sâu, đen tối, họ sẽ thất vọng. Chúng tôi sẽ dựa trên những phát hiện học thuật tốt nhất gần đây". Sau đó nó được đổi tên thành Nước Mỹ chuyện chưa kể.
Loạt phim tài liệu này bao gồm "những lý do đằng sau Chiến tranh Lạnh với Liên Xô, quyết định thả bom nguyên tử của Tổng thống Mỹ Harry Truman xuống Nhật Bản và những thay đổi trong vai trò toàn cầu của Mỹ kể từ khi chủ nghĩa Cộng sản sụp đổ tại Liên Xô và Đông Âu". Stone là đạo diễn và người dẫn chuyện của mười tập phát sóng thường lệ và hai tập mở đầu. Loạt phim là sự khám phá lại một số phần chưa được báo cáo đầy đủ và đen tối nhất của lịch sử hiện đại Hoa Kỳ, sử dụng các tài liệu ít được biết đến và tài liệu lưu trữ mới được khám phá. Loạt phim này vượt ra ngoài các phiên bản chính thức của các sự kiện để tìm ra nguyên nhân và ý nghĩa sâu xa hơn, đồng thời khám phá cách các sự kiện trong quá khứ vẫn còn âm hưởng cho đến tận ngày nay. Stone nói, "Ngay từ đầu, tôi đã coi dự án này như một di sản để lại cho các con tôi và là một cách để hiểu những khoảng thời gian tôi đã trải qua. Tôi hy vọng nó có thể đóng góp vào một cái nhìn toàn cầu hơn về lịch sử Nước Mỹ của chúng ta." 
Ba tập đầu tiên của loạt phim được công chiếu tại Liên hoan phim New York vào ngày 6 tháng 10 năm 2012, Indiewire mô tả chúng là "cực kỳ hấp dẫn" và "táo bạo."  Bộ truyện đã được Stone đích thân trình bày tại Subversive Festival vào ngày 4 tháng 5 năm 2013, ở Zagreb, Croatia, bên cạnh các buổi chiếu phim còn có các cuộc tranh luận và thuyết trình công khai của các trí thức lỗi lạc như Slavoj Žižek và Tariq Ali.
Stone mô tả dự án là “điều tham vọng nhất mà tôi từng làm. Chắc chắn là ở dạng phim tài liệu, và có lẽ ở dạng tiểu thuyết, dạng truyện."  Quá trình sản xuất mất bốn năm để hoàn thành. Stone thú nhận, "Đáng lẽ chỉ mất hai năm thôi, nhưng nó vượt kế hoạch". Buổi ra mắt cuối cùng đã được ấn định vào ngày 12 tháng 11 năm 2012. Stone đã chi 1 triệu đô la tiền riêng của mình cho bộ phim khi ngân sách tăng từ 3 triệu đô la lên 5 triệu đô la.
Về tính chính xác của chương trình, Stone nói với người dẫn chương trình truyền hình Tavis Smiley: "Bộ phim đã được thẩm định bởi những người kiểm tra tính xác thực của công ty, bởi những người kiểm tra tính xác thực của chính chúng tôi và những người kiểm tra tính xác thực [được thuê] bởi kênh Showtime. Nó đã được kiểm tra kỹ lưỡng... đây là những sự thật, cách giải thích của chúng tôi có thể khác với chính thống, nhưng chắc chắn là tôn trọng sự thật. " 
Bộ phim được công chiếu lần đầu trên Showtime vào tháng 11 năm 2012. Các nhà sản xuất điều hành là Oliver Stone, Tara Tremaine và Rob Wilson.
Nước Mỹ chuyện chưa kể được phát hành trên đĩa Blu-ray vào ngày 15 tháng 10 năm 2013. Tất cả mười tập của chương trình được giới thiệu trên bốn đĩa và bản phát hành Blu-ray cũng bao gồm nhiều nội dung bổ sung khác nhau, cũng như hai tập mở đầu. Tập mở đầu đầu tiên đề cập đến Chiến tranh thế giới thứ nhất, Cách mạng Nga và Woodrow Wilson. Đoạn mở đầu thứ hai nêu bật thời kỳ trước Thế chiến thứ hai của Franklin D. Roosevelt, Adolf Hitler và Joseph Stalin. Bộ truyện được phát hành trên DVD vào ngày 4 tháng 3 năm 2014.

## Cuốn sách đồng hành
Bộ phim tài liệu gồm mười phần được bổ sung bởi một cuốn sách đồng hành dày 750 trang, Nước Mỹ chuyện chưa kể, cũng được viết bởi Stone và Kuznick, phát hành vào ngày 30 tháng 10 năm 2012 bởi Simon & Schuster. Sau đó được tái bản vào năm 2018 và dày hơn 1000 trang, đồng thời được dịch sang tiếng Việt và phát hành vào tháng 12 năm 2020.

## Sách nói
Sách nói được phát hành bởi Nhà xuất bản Brilliance vào ngày 4 tháng 6 năm 2013. Cuốn sách nói Nước Mỹ chuyện chưa kể cũng được viết bởi Stone và Kuznick, do Peter Berkrot đọc. Nó kéo dài 36 giờ 25 phút.

## Phong cách và định dạng
Loạt phim này được cho là gợi nhớ đến loạt phim truyền hình Thames nổi tiếng của Anh là The World at War (1973–74). Ngoại trừ phần giới thiệu và kết luận trực diện của Oliver Stone, loạt phim không chứa các bài phỏng vấn. Thay vào đó, mỗi tập phim bao gồm tài liệu lưu trữ: phim tư liệu, ảnh, bản ghi âm video và âm thanh, bản đồ và sơ đồ do máy tính tạo ra, các đoạn phim từ phim hư cấu và lời thuyết minh lồng tiếng của Stone. Các trích dẫn lịch sử và tác phẩm của các nhân vật khác nhau được đọc bởi các diễn viên lồng tiếng.

## Các tập
Phần trước (chỉ trên Blu-ray & DVD)
- Tập A: 1900-1920 - Chiến tranh thế giới thứ nhất, Cách mạng Nga và Woodrow Wilson
- Tập B: 1920-1940 - Roosevelt, Hitler, Stalin: Trận chiến của những ý tưởng

Phần 1
- Chương 1: Chiến tranh thế giới thứ hai
- Chương 2: Roosevelt, Truman & Wallace
- Chương 3: Quả bom
- Chương 4: Chiến tranh lạnh: 1945-1950
- Chương 5: Thập niên 50: Eisenhower, Quả bom & Thế giới thứ ba
- Chương 6: JFK: To the Brink
- Chương 7: Johnson, Nixon & Việt Nam: Sự đảo ngược của vận may
- Chương 8: Reagan, Gorbachev & Thế giới thứ ba: Cánh hữu trỗi dậy
- Chương 9: Bush & Clinton: Chủ nghĩa chiến thắng của người Mỹ - Trật tự thế giới mới
- Chương 10: Bush & Obama: Thời đại khủng bố